# ریچارد کلاریدا
ریچارد هاریس کلاریدا (Richard Harris Clarida) (متولد ۱۸ می ۱۹۵۷)، اقتصاددان اهل ایالات متحده است که به عنوان عضو شورای حکام فدرال رزرو و از سال ۲۰۱۸ تا ۲۰۲۲ به عنوان نایبرئیس فدرال رزرو خدمت نموده است. کلاریدا دو هفته قبل از به پایان رسیدن دوره‌اش به عنوان حاکم، به علت دخیل بودن در رسوایی تجاری ۲۰۱۹/۲۰ فدرال رزرو از سمت خود کنار رفت. او پروفسور سی. لویل هاریس مضمون اقتصاد و امور بین‌الملل در دانشگاه کلمبیا بود و همچنین از ۲۰۰۶ تا سپتامبر ۲۰۱۸ به عنوان مشاور استراتژی جهانی برای پیمکو (PIMCO) خدمت نمود. او برای کارهایش در نظریه تعادل عمومی پویای تصادفی و اقتصاد پولی بین‌المللی شناخته می‌شود. او معاون پیشین وزارت خزانه‌داری در امور سیاست اقتصادی و دریافت‌کننده مدال خزانه‌داری است.

## تحصیلات
کلاریدا مدرک لیسانس علوم خود را در رشته اقتصاد از دانشگاه ایلینوی با درجه برنز کسب نموده و فوق لیسانس (M.A) و دکترای تخصصی (PhD) خود را از دانشگاه هاروارد به‌دست‌آورد. او در اکتبر ۲۰۱۸، جایزه فارغ‌التحصیل کالج هنرهای آزاد و علوم را از دانشگاه الینوی دریافت کرد.

## حرفه علمی و دستاوردهای پژوهشی
از ۱۹۸۸ میلادی تاکنون، کلاریدا مشغول تدریس برنامه‌های اقتصاد و امور بین‌المللی در دانشگاه کلمبیا است، جای که او اکنون پروفسور سی. لویل هاریس اقتصاد است. کلاریدا از ۱۹۹۷ تا ۲۰۰۱ میلادی به عنوان رئیس دانشکده اقتصاد در دانشگاه کلمبیا خدمت کرد. در اوایل حرفه خود، او عضو بنیاد کاولز در دانشگاه ییل بود.
پژوهش کلاریدا متمرکز بر مدل‌سازی تعادل عمومی پویای تصادفی است، شاخه‌ای از نظریه تعادل عمومی کاربردی که روی اقتصاد کلان معاصر و سیاست پولی بهینه تأثیرگذار می‌باشد، به‌ویژه با لنز تحلیل سری زمانی. مطالعات وی همراه با جوردی گالی و مارک گرتلر، پیشنهاد می‌نماید که امروزه سیاست پولی در بیشتر کشورها نشان‌دهنده یک قانون تیلور پیش‌رونده است، در حالی که سیاست‌گذاران دهه ۱۹۷۰ نتوانستند از این چنین یک قانون تیلور پیش‌رونده پیروی نمایند.
کلاریدا تعداد زیادی از مقالاتی که به‌طور مکرر بازدید گردیده در ژورنال‌های علمی پیشتاز روی موضوعات سیاست پولی، نرخ‌های مبادله، نرخ‌های سود و جریان‌های بین‌المللی سرمایه منتشر نموده‌است. بارها از وی دعوت به عمل آورده شد تا پژوهش‌های خود را در بانک‌های مرکزی پیشتاز در سطح دنیا از جمله، فدرال رزرو، بانک مرکزی اروپا، بانک انگلستان و بانک ژاپن ارایه نماید. او در مورد تبعات سیاست پولی دوره تورم-پایین که به‌وسیله بحران مالی ۲۰۰۸ ایجاد گردید، نوشته‌است. او همچنین در ۲۰۱۴ میلادی مفهوم «بی‌طرفی جدید» را برای سیاست پولی آمریکا معرفی نموده و طبق آن یک کاهش چشم‌گیر در *r (نرخ بهره‌ای که با استخدام کامل و تورم ثابت سازگار می‌باشد) را پیش‌بینی نمود. گرچه قبل از بحران تصور براین بود که *r بالاتر از ۴ درصد است، اما کلاریدا در ۲۰۱۴ نوشت که *r حالا نزدیک به ۲ بود نه ۴ درصد.

## سایر دستاوردهای حرفه‌ای
کلاریدا به عنوان معاون وزارت خزانه‌داری ایالات متحده در امور سیاست اقتصادی خدمت نمود، سمتی که مستلزم تأییدی مجلس سنای ایالات متحده است. در این سمت، او به عنوان مشاور ارشد اقتصادی دو وزیر خزانه‌داری، پاول اونیل و جان دبلیو. اسنو خدمت نموده و به آن‌ها در رابطه با مسائل اقتصادی مشورت می‌داد، از جمله ابعاد اقتصادی جهانی و ایالات متحده، جریان‌های بین‌المللی سرمایه، راهبری شرکتی و ساختار موعد قرضه‌های ایالات متحده. در ماه می ۲۰۰۳، اسنو مدال خزانه‌داری را «برای قدردانی از خدمات شایسته کلاریدا» برای وی اعطاء کرد.
کلاریدا در چندین شرکت مالی مشهور از جمله در گروه مبادلات خارجی جهانی در شرکت کریدت سوئیسو فرست بوستون (Credit Suisse First Boston) و شرکت مدیریت دارایی گراس‌من (Grossman Asset Management) به عنوان مشاور خدمت نموده‌است. او از ۲۰۰۶ تا ۲۰۱۸ میلادی مشاور استراتژی جهانی در شرکت پیمکو (PIMCO) بوده و در ۲۰۱۵ میلادی به عنوان مدیر اجرائی این شرکت انتخاب گردید. او عضو شورای روابط خارجی است. کلاریدا رئیس پروژه و ویراستار ناهمترازی‌های فعلی حساب گروه ۷: ثبات و تعدیل در NBER بود. از ۲۰۰۴ تا ۲۰۱۸ میلادی، او به عنوان یکی از ویراستارهای سال‌نامه بین‌المللی اقتصادکلان NBER خدمت کرد.

## فدرال رزرو

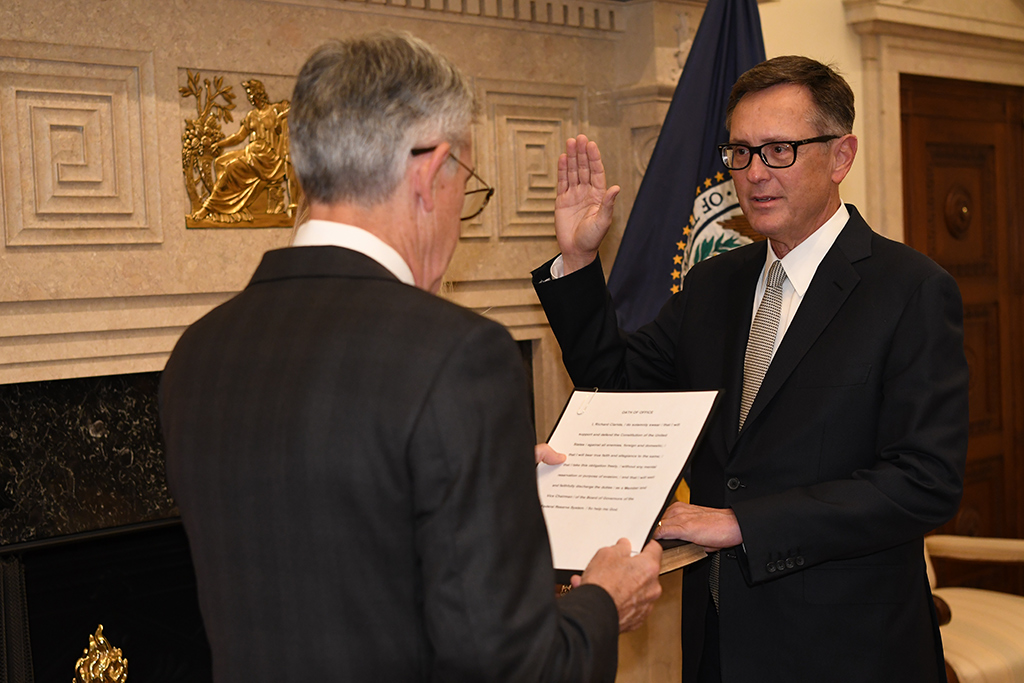
کلاریدا، در حال سوگند یاد کردن به عنوان نائب رئیس فدرال رزرو، 2018

در ۲۴ آوریل ۲۰۱۸، کلاریدا رسماً از جانب رئیس‌جمهوری دونالد ترامپ، به‌جای استنلی فیشر به عنوان نایب رئیس فدرال رزرو معرفی گردید. در ۲۸ اوت ۲۰۱۸، مجلس سنای ایالات متحده با ۶۹ رأی موافق در مقابل ۲۶ رأی مخالف، کلاریدا را تأیید نمود. او از ۱۷ سپتامبر ۲۰۱۸ به کار خود به عنوان نایب رئیس فدرال رزرو آغاز کرد.

### تجارت بحث‌برانگیز
در ۲۷ فوریه ۲۰۲۰، درست یک روز قبل از این‌که رئیس فدرال رزرو، جروم پاول بیانیه‌ای را در رابطه با واکنش اقتصادی به پاندمی کووید-۱۹ صادر نماید، کلاریدا میان ۱ تا ۵ میلیون دلار از صندوق اوراق قرضه به صندوق سهام پیمکو استاکس‌پلاس (PIMCO StocksPlus) معامله نمود. یکی از سخنگویان فدرال رزرو به رویترز پاسخ داد: «افشای معاملات مالی نایب رئیس کلاردیا در سال ۲۰۲۰، معامله‌های را نشان می‌دهد که نمایان‌گر یک تنظیم-مجدد از قبل طراحی شده در حساب‌های وی است، همانند یک تنظیم-مجدد که او در آوریل ۲۰۱۹ انجام داده و گزارش داده شده بود». در ۴ اکتبر ۲۰۲۱، سناتور الیزابت وارن از کمیسیون بورس و اوراق بهادار آمریکا درخواست نمود تا تحقیق نمایند که آیا کلاریدا قوانین معامله بر مبنای اطلاعات درونی را نقض کرده‌است یا خیر و همچنین این‌که «معاملات از نظر اخلاقی پرسش‌برانگیز» وی را بررسی نمایند. زمانی که یک افشای تصحیح شده برملا ساخت که کلاریدا همان صندوق سهام را سه روز پیش از این‌که دوباره خریداری نماید به فرش رسانیده بود، نیویورک تایمز نوشت: «حرکت سریع در فروش و خریداری مجدد سهام، کم‌تر یک حرکت مالی برنامه‌ریزی شده و دراز مدت به نظر رسیده و بیشتر شبیه واکنشی به اوضاع بازار است». در ۱۰ ژانویه ۲۰۲۲، کلاریدا اعلام کرد که در ۱۴ ژانویه، دو هفته قبل از منقضی شدن دوره کاری خود، از سمتش کنار می‌رود. در این اعلامیه که از جانب کلاریدا ارایه گردید، هیچ ذکری از اتهامات معاملات بحث‌برانگیز صورت نگرفت.

## زندگی شخصی
کلاریدا در هرین، ایلینوی بزرگ شد. در ۱۹۸۹ میلادی، او با پولی مورگان باری ازدواج کرد.
در ۲۰۱۶ میلادی او آلبوم زمان، بدون هیچ تغییری (Time No Changes) را منتشر کرد، آلبومی دارای ۱۳ آهنگ با موسیقی، شعر و صدای خود وی.